# Klischino (Lgow)
Klischino (russisch Клишино) ist ein Dorf (derewnja) in der Oblast Kursk in Russland. Es gehört zum Rajon Lgow und zur Landgemeinde (selskoje posselenije) Bolscheugonski selsowjet.

## Geographie
Der Ort liegt gut 59 km Luftlinie südwestlich des Oblastverwaltungszentrums Kursk im südwestlichen Teil der Mittelrussischen Platte, 7 km südöstlich des Rajonverwaltungszentrums Lgow, 4 km vom Sitz des Dorfsowjet – Bolschije Ugony, 46 km von der Grenze zwischen Russland und der Ukraine, am Fluss Seim.

### Klima
Das Klima im Ort ist wie im Rest des Rajons kalt und gemäßigt. Es gibt während des Jahres eine erhebliche Niederschlagsmenge. Dfb lautet die Klassifikation des Klimas nach Köppen und Geiger.

## Bevölkerungsentwicklung
| Jahr | Einwohner |
| ---- | --------- |
| 2002 | 201       |
| 2010 | 175       |

Anmerkung: Volkszählungsdaten

## Verkehr
Klischino liegt an der Straße regionaler Bedeutung 38K-017 (Kursk – Lgow – Rylsk – Grenze zur Ukraine) als Teil der Europastraße E38, 2 km von der Straße interkommunaler Bedeutung 38N-373 (38K-017 – Sugrowo – Bahnhof Lgow) entfernt. Es gibt eine Eisenbahnhaltestelle 404 km (Eisenbahnstrecke Lgow-Kijewskij – Kursk).
Der Ort liegt 136 km vom internationalen Flughafen von Belgorod entfernt.